# Anakreon Stamatiadis
Anakreon Stamatiadis (1er septembre 1868 - 24 août 1964) est un espérantiste grec.

## Biographie
Anakreon Stamatiadis nait le 1er septembre 1868 à Florence, en Italie. Son père, Aleksandros Stamatiadis, est médecin sur l’île de Samos, alors dans l’empire ottoman. Sa mère, Heleni Ponte-Korboli, est italienne. Il grandit et étudie à Samos. En 1888, il part étudier la philosophie à l’université d’Athènes. L’année suivante, il étudie l’agriculture à l’école nationale supérieure agronomique de Montpellier. Entre 1890 et 1894, il étudie la médecine à Montpellier et Bordeaux. Il obtient un doctorat de médecine à l’université de Paris en 1895.
Il meurt le 24 août 1964 à Athènes.